# Конституция Казахстана

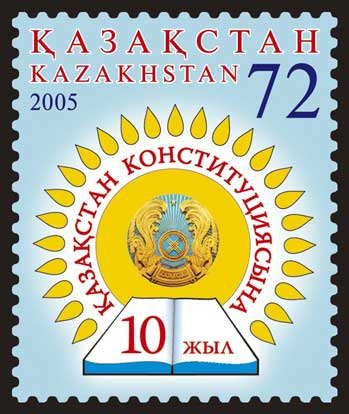
Почтовая марка Казахстана 2005 года номиналом 72 тенге, выпущенная в честь 10-летия принятия Конституции Казахстана.

Конституция Республики Казахстан (каз. Қазақстан Республикасының Конституциясы) — основной закон Казахстана. Действующая Конституция Республики Казахстан была принята на всенародном референдуме 30 августа 1995 года, в последующем в неё неоднократно вносились поправки.

## Наиболее важные положения
В соответствии с Конституцией, Республика Казахстан утверждает себя демократическим, светским, правовым государством, высшими ценностями которого являются человек, его жизнь, права и свободы. РК является унитарным государством с президентской формой правления. Единственным источником государственной власти является народ, который осуществляет её непосредственно через республиканский референдум, свободные выборы, а также путём делегирования своей власти государственным органам. Государственная власть осуществляется на основе Конституции и законов в соответствии с принципом её разделения на законодательную, исполнительную и судебную ветви. Ветви власти взаимодействуют между собой с использованием системы сдержек и противовесов.
Конституция Республики Казахстан провозгласила идеологическое и политическое многообразие, на основе которого в Казахстане созданы и работают различные политические партии и общественные объединения. Признаются и подлежат равной защите государственная и частная собственность. Земля и её недра, растительный и животный мир, другие природные ресурсы принадлежат народу. Государственным языком является казахский язык, однако в государственных организациях и органах местного самоуправления наравне с казахским официально употребляется русский язык. Государство заботится о создании условий для изучения и развития языков народов Казахстана.
Конституция РК имеет высшую юридическую силу: все законы, указы Президента, постановления правительства, другие нормативно-правовые акты всех государственных органов должны основываться на её нормах и не должны противоречить им. Конституция имеет прямое действие на всей территории республики: граждане вправе защищать свои права и свободы в суде и других органах, ссылаясь на соответствующие положения Конституции. Государственные органы могут применять нормы Конституции при решении спорных вопросов. Международные договоры РК не должны противоречить Конституции.

## История

### Конституция Казахской АССР 1926 года
Первая Конституция Казахстана была принята в окончательной редакции Постановлением ЦИКа Казакской АССР 18 февраля 1926 года после образования СССР и с учётом Конституции РСФСР 1925 года, так как Казахстан являлся частью РСФСР. Данный Основной закон закрепил форму правления, государственного устройства, политический режим, структуру органов государственной власти, исполнительно-распорядительных органов. Были определены основные начала активного и пассивного избирательного права, бюджетного права. Согласно данной Конституции Казахстан являлся равноправной республикой в составе РСФСР. Одним из авторов проекта первой Конституции был Абдурахман Айтиев.

### Конституция Казахской ССР 1937 года
Конституция Казахской ССР, принятая на Х Всеказахском съезде Советов 26 марта 1937 года, состояла из 11 глав и 125 статей. В ней было прописано: «Вне пределов ст. 14 Конституции СССР Казахская ССР осуществляет государственную власть самостоятельно, сохраняя полностью свои суверенные права». В Конституции 1937 года были закреплены также добровольное объединение с другими равноправными республиками в целях осуществления взаимопомощи по линии экономической, политической обороны (ст. 13), неизменяемость территории без согласия КазССР (ст. 16), вопросы ведения республики, согласно которым были сформированы высшие республиканские и местные органы государственной власти, контроля за исполнением законодательства, охраны государственного и общественного порядка и прав граждан, взимания налогов и т. д. (ст. 19).
Также была установлена система органов суда и прокуратуры. Народные суды избирались гражданами районов на основе всеобщего, прямого и равного избирательного права при тайном голосовании, судопроизводство должно было вестись на казахском языке, а в районных с большинством других национальностей — на их языке (статьи 83-90).
В Конституции 1937 года были определены основные права и обязанности граждан: право на труд (статья 96), на отдых (статья 97), материальное обеспечение в старости, в случае болезни и потери трудоспособности (ст. 98), охрану здоровья, гарантии свободы слова, печати, собраний, митингов, уличных шествий и демонстраций, неприкосновенности личности, жилища, переписки граждан, право убежища иностранным гражданам, иммигрировавшим на территорию РК.

### Конституция Казахской ССР 1978 года
Конституция Казахской ССР, принятая на внеочередной VII сессии Верховного Совета республики IX созыва 20 апреля 1978 года, состояла из преамбулы, 10 разделов, 19 глав, 173 статей. Согласно ей вся власть принадлежала народу, который классово подразделялся на рабочих, крестьян и трудовую интеллигенцию. Над системой органов власти и управления была поставлена Коммунистическая партия Казахской ССР (ст. 6). Основой экономической системы республики была объявлена государственная, кооперативно-колхозная и собственность профсоюзных и иных общественных организаций.
В Конституции 1978 года были определены национально-государственное и административно-территориальное устройство республики, компетенция высших и местных органов власти и управления (статьи 78-83, 97-139), принципы избирательной системы, правовой статус народных депутатов, институты государственного плана экономического и социального развития, государственного бюджета, правосудия, арбитража, прокурорского надзора и т. д.
В начале 1990-х годов в Казахской ССР, а затем в Казахстане были приняты ряд законов, которые внесли значительные поправки в Конституцию 1978 года. Согласно Закону «О совершенствовании структуры государственной власти» от 20 ноября 1990 года в Конституцию были внесены положения о том, что Президент является главой исполнительной и распорядительной власти, Совет Министров был преобразован в Кабинет Министров. Среди других законов: Закон «О местном самоуправлении и местных Советах народных депутатов Казахской ССР» от 15 февраля 1991 года, Закон «Об изменении наименования Казахской Советской Социалистической Республики» от 10 декабря 1991 года, Закон «О государственной независимости Республики Казахстан» от 16 декабря 1991 года, Закон «О гражданстве Республики Казахстан» от 20 декабря 1991 года и другие.

### Конституция Республики Казахстан 1993 года

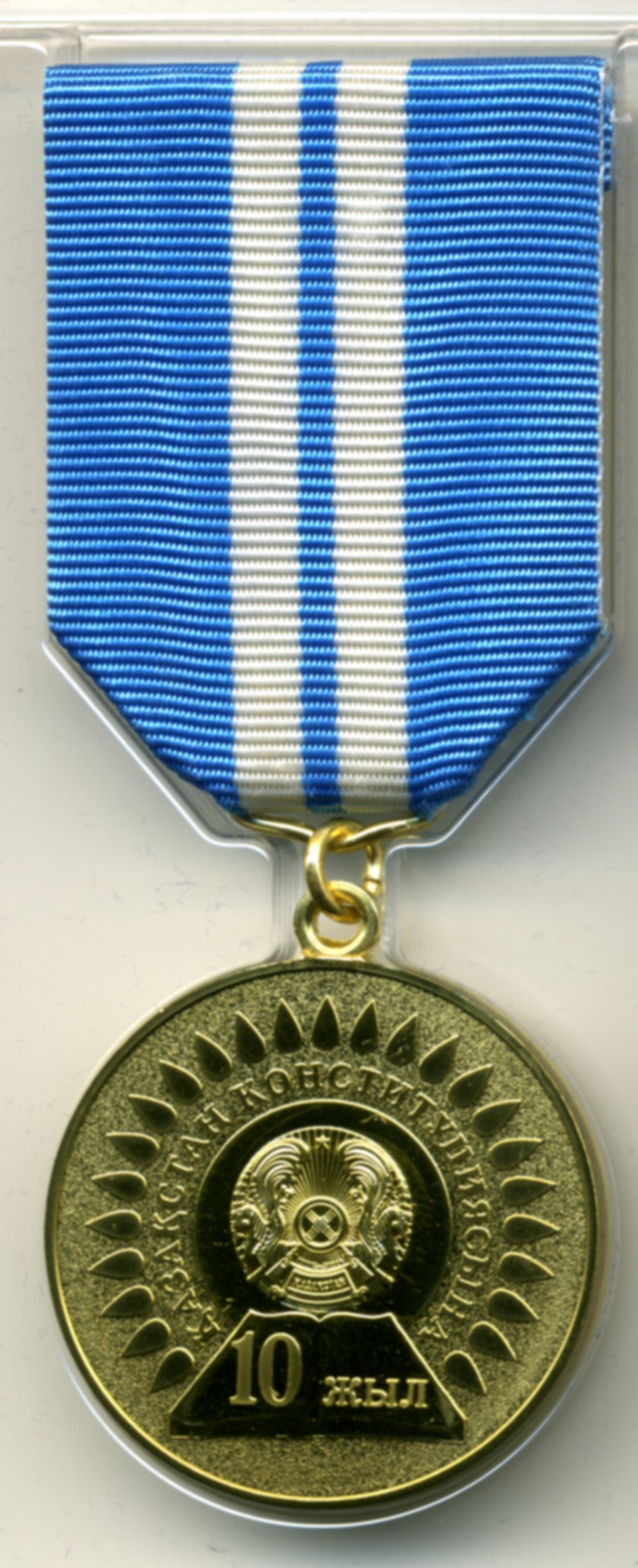
Медаль «10 лет Конституции Республики Казахстан»

Первая Конституция независимого Казахстана была принята на IX сессии Верховного Совета Казахстана XII созыва 28 января 1993 года. Структурно она состояла из преамбулы, 4 разделов, 21 главы и 131 статьи. Конституция впитала многие правовые нормы, принятые с момента обретения Казахстаном государственного суверенитета: народный суверенитет, независимость государства, принцип разделения властей, признание казахского языка государственным, признание Президента главой государства, органов суда — Верховного, Конституционного и Высшего Арбитражного судов и другие.
В основу Конституции 1993 года легла модель парламентской республики. Закрепляя независимость Казахстана, Конституция 1993 года вместе с тем отразила сложность и противоречивость первых лет независимости. С одной стороны, она фиксировала юридические основы для дальнейшей трансформации всех сторон жизнедеятельности республики в направлении формирования рыночной экономики и демократического государства, с другой — Конституция вызывала широкие дискуссии о полномочиях законодательной и исполнительной ветвей власти, поскольку в её тексте этот вопрос остался неурегулированным. Такая ситуация не способствовала как стабилизации политической и социальной ситуации в стране, так и закреплению курса на трансформацию всех сторон общественной жизни. Более того, предметом общественной полемики стали некоторые принципиальные положения Конституции, касающиеся характера государственности, вопросов государственного языка, частной собственности на землю и гражданства.

### Конституция Республики Казахстан 1995 года

Реверс памятной монеты 2005 года номиналом 50 тенге, посвящённой 10-летию Конституции

Действующая Конституция Республики Казахстан была принята 30 августа 1995 года на всенародном референдуме. Этот день является государственным праздником — Днём Конституции Республики Казахстан. Принятию основного закона страны предшествовало широкое обсуждение проекта Конституции населением страны. В общей сложности состоялось около 33 тысяч коллективных обсуждений проекта, в которых приняли участие более 3 млн граждан. Во время обсуждений было внесено почти 30 тысяч предложений и замечаний. В 55 статей были внесены более 1100 поправок и дополнений.
За время, прошедшее с момента принятия действующей Конституции, изменения и дополнения в неё вносились пять раз: в 1998, 2007, 2011, 2017, 2019 годах.
Изменения и дополнения 1998 года
В 1998 году были внесены изменения и дополнения в 19 статей основного закона. Изменения коснулись сроков и полномочий президента, депутатов сената и мажилиса, был снят предусмотренный ранее в статье 33 верхний возрастной предел в 60 лет (в исключительных случаях 65 лет) для государственного служащего. Кроме того, поправками 1998 года было предусмотрено, что 10 депутатов мажилиса (из 70) избираются на основе партийных списков по системе пропорционального представительства. Некоторые другие изменения можно описать следующим образом:
Раздел III (Президент). Было изменено возрастное ограничение для Президента Республики Казахстан на «не моложе 40 лет» (в первоначальной редакции 35 лет), а также был исключен верхний порог в 65 лет (статья 41). Был увеличен срок полномочий Президента с 5 до 7 лет. Был исключен текст «Выборы считаются состоявшимися, если в голосовании приняло участие более пятидесяти процентов избирателей». В статье 42 был исключен пункт 4: «Полномочия Президента Республики Казахстан, избранного на внеочередных выборах, осуществляются до вступления в должность Президента Республики, избранного на очередных выборах, которые должны быть проведены через пять лет после внеочередных выборов в первое воскресенье декабря». Был изменен порядок передачи полномочий в случае освобождения или отрешения от должности Президента: Председатель Мажилиса Парламента добавлен после Председателя Сената, до Премьер-Министра (статья 48). Был исключен текст об обязательных внеочередных выборах Президента в двухмесячный срок с момента досрочного прекращения полномочий Президента Республики. Были исключены ограничения в правах лица, принявшего на себя полномочия Президента, на роспуск Парламента, прекращение полномочий Правительства, а также ограничения на назначение республиканского референдума, при этом оставив ограничение на внос предложений об изменениях в Конституцию Республики Казахстан.
Раздел IV (Парламент). Был изменен срок полномочий депутатов Парламента с 4 лет до 6 лет для депутатов Сената и до 5 лет для депутатов Мажилиса. Было увеличено количество депутатов Мажилиса с 60 до 70. Был изменен порядок избрания депутатов, исключен нижний порог в 50 % явки избирателей на явку выборщиков. Добавлен порог в 7 % голосов избирателей на допуск политических партий на основе партийных списков на выборы в Мажилис (статья 51). Было исключено из исключительного ведения Мажилиса назначение внеочередных выборов Президента (статья 56).
Раздел V (Правительство). Было исключено из полномочий Правительства назначение четырех членов Счетного комитета по контролю за исполнением республиканского бюджета. Согласно новой редакции статьи 68, члены правительства самостоятельны в принятии решений и несут персональную ответственность за работу подчиненных им государственных органов, а также подают в отставку или подлежат освобождению от должности в случае не согласия с проводимой Правительством политикой (в редакции 1995 года члены Правительства несли коллегиальную ответственность).
Раздел VII (Суды и правосудие). Был добавлен пункт об осуществлении уголовного судопроизводства с участием присяжных заседателей в случаях, предусмотренных законом (статья 75). Высший Судебный Совет теперь возглавляется Председателем, назначаемым Президентом (ранее возглавлялся Президентом, статья 82).
Раздел VIII (Местное государственное управление и самоуправление). Акимы иных административно-территориальных единиц теперь назначаются на должность в порядке, определяемом Президентом (ранее назначались вышестоящими Акимами областей, городов республиканского значения и столицы, статья 87).
Раздел IX (Заключительные и переходные положения). Был изменен порядок о внесении изменений и дополнений в Конституцию Республики Казахстан Республиканским референдумом в случае отклонения их Президентом (статья 91). Был добавлен пункт о сокращении срока полномочий Президента с согласия Президента, согласно которому Мажилис в течение одного месяца назначает выборы Президента Республики Казахстан. Президент избранный по итогам этих выборов осуществляет свои полномочия до вступления в должность Президента Республики, избранного на очередных президентских выборах, которые должны быть проведены после семи лет в первое воскресенье декабря (статья 94).
Изменения и дополнения 2007 года
Более существенные поправки в Конституцию были приняты в 2007 году. В совокупности их суть сводилась к следующему: переход к пропорциональной избирательной системе; укрепление статуса парламента за счёт введения нормы об утверждении премьер-министра парламентским большинством и процедуры консультаций президента с партийными фракциями при назначении главы правительства; Ассамблея народа Казахстана была наделена конституционным статусом и получила право делегировать своих представителей в мажилис и сенат парламента согласно установленной квоте. Другие некоторые изменения и дополнения:
Раздел III (Президент). В поправках 2007 года было введено определение «Первый Президент» (статья 46). Так, согласно статье 42, ограничение на избрание Президентом одного и того же лица более двух раз подряд не распространяется на Первого Президента. Был исключен пункт из статьи 43 о необходимости приостановления своей деятельности Президента Республики в политических партиях. Статья 41 устанавливает новый критерий для возможности избрания Президентом — проживать последние пятнадцать лет в Казахстане (ранее «не менее 15 лет»). При этом президентский срок уменьшен с 7 до 5 лет.
Согласно статье 44, Премьер-Министр назначается Президентом с согласия Мажилиса (ранее с согласия Парламента). Были добавлены полномочия Президента на назначение на должности и освобождение от них членов Правительства, на назначение на должности министров иностранных дел, обороны, внутренних дел, юстиции. С согласия Сената (ранее с согласия Парламента) Президент назначает на должность Председателя Национального Банка Республики Казахстан. Согласно правкам 2007 года, для назначения на должности Генерального Прокурора и Председателя комитета национальной безопасности Президенту более не требуется согласие Сената Парламента.
Раздел IV (Парламент). Мажилис теперь состоит из ста семи депутатов, избираемых в порядке, установленном конституционным законом (статья 50). Девять из них избираются Ассамблеей народа Казахстана (статья 51). Президент назначает пятнадцать депутатов Сената (вместо семи) с учетом значимых интересов общества (статья 50). Были изменены критерии для избрания в депутаты Парламента. Выборы депутатов Парламента теперь регулируются конституционным законом (п.5 ст.51). Были отдельно прописаны причины лишения полномочий депутатов Парламента (статья 52).
Были разделены полномочия Парламента на заседаниях Палат и порядок последовательного рассмотрения вопросов вначале в Мажилисе, а затем в Сенате (статья 54). Председатели Палат Парламента теперь представляют Палатам для назначения (а не назначают) кандидатуры членов Конституционного Совета, Центральной избирательной комиссии, Счетного комитета по контролю за исполнением республиканского бюджета (статья 58). Согласно статье 61, право законодательной инициативы, теперь кроме Парламента и Правительства, также принадлежит Президенту. Был прописан порядок принятия конституционных законов. Была исключена необходимость проведения не менее двух чтений для принятия конституционных законов (статья 62). Были исключены отдельные случаи при которых Президент имел право распустить Парламент, теперь необходима только консультация с председателями Палат Парламента и Премьер-Министра (статья 63).
Раздел V (Правительство). Согласно поправкам 2007 года, Правительство ответственно перед Президентом и более не подотчетно Парламенту в общем порядке, а только в установленных конституциях случаях (статья 64). Согласно статье 67, Премьер-Министр после своего назначения более не обязан представлять доклад о Программе Правительства Парламенту. Члены Правительства теперь могут занимать иные оплачиваемые должности, в случаях когда это является их должностными обязанностями в соответствии с законодательством (статья 68).
Раздел VII (Суды и правосудие). Высший судебный совет теперь состоит из «Председателя и других лиц назначаемых Президентом Республики», ранее в него входили Председатель Конституционного Совета, Председатель Верховного суда, Генеральный прокурор, Министр Юстиции, Депутаты Сената, судьи.
Раздел VIII (Местное государственное управление и самоуправление). Увеличен срок полномочий Маслихата с 4 до 5 лет. Полномочия маслихата теперь прекращаются досрочно Президентом (ранее Сенатом, статья 86). Согласно статье 87, Акимы областей, городов республиканского значения и столицы назначаются Президентом с согласия маслихатов (ранее по представлению Премьер-Министра). По инициативе не менее одной пятой от общего числа депутатов маслихата, может быть поставлен вопрос о выражении вотума недоверия Акиму (новое определение в поправках 2007 года), а поставить вопрос перед Президентом о его освобождении от должности большинством (ранее две трети).
Изменения и дополнения 2011 года
В феврале 2011 года в Конституцию были внесены изменения, направленные на установление конституционных основ назначения и проведения внеочередных выборов президента страны. Так, в статью 41 был внесен пункт 3-1 о наделении полномочий Президента на назначение внеочередных президентских выборов.
Изменения и дополнения 2017 года
В марте 2017 года в Конституцию вновь были внесены изменения, позволяющие устанавливать в пределах Астаны особый правовой режим в финансовой сфере (статья 3-1). По мнению профессиональных юристов, мотивом данных изменений в Конституцию стала попытка легитимизировать Международный Финансовый Центр «Астана», несмотря на лозунг перераспределения полномочий между ветвями государственной власти (практически не ослабляющие вес президента в системе).
Кроме того, поправками были предусмотрены основания лишения гражданства по решению суда за совершение террористических преступлений, а также за причинение иного тяжкого вреда жизненно важным интересам Республики Казахстан (ч.3 ст. 10), дополнены требования к Президенту Республики Казахстан, а именно наличие высшего образования (ст. 41) и другие. Некоторые другие изменения приведены ниже:
Раздел III (Президент). Добавлена возможность наличия других требований к кандидатам в Президенты не прописанных в Конституции (статья 41). Согласно новым поправкам к статье 44, Президент по прежнему назначает на должности членов Правительства, но по представлению Премьер-Министра внесенному после консультаций с Мажилисом. Президент Председательствует на заседаниях Правительства по особо важным вопросам «при необходимости», более не поручает Правительству внесение законопроектов в Мажилис, а также более не отменяет действие актов Правительства и Премьер-Министра, не утверждает государственные программы, не утверждает единую систему финансирования для всех органов, содержащихся за счет государственного бюджета, но отныне вправе направить в Конституционный совет обращение о рассмотрении вступившего в силу закона или иного акта на соответствие Конституции (статья 44). Был исключен пункт 2 статьи 45 о предусмотренном праве Президента об издании законов и указов имеющих силу законов.
Раздел IV (Парламент). Парламент согласно поправкам является высшим представительным органом осуществляющим законодательную власть (ранее — законодательные функции, статья 49). Сенат вправе по представлению Президента избрать на должность и освободить от неё Уполномоченного по правам человека сроком на пять лет (статья 55). Президент теперь не может отклонить инициативу депутатов Парламента подтвержденную двумя третями голосов об освобождении от должности члена Правительства в случае не исполнения им законов Республики (ранее большинством голосов при повторном обращении, статья 57).
Раздел V (Правительство). Правительство вновь ответственно перед Парламентом, в дополнение к ответственности перед Президентом (статья 64). Правительство наделено полномочиями по утверждению государственных программ и единой системы финансирования для всех органов, содержащихся за счет государственного бюджета, но по согласованию с Президентом. Из полномочий Правительства было исключено назначение на должность руководителей центральных исполнительных органов, не входящих в состав Правительства (статья 66). Правительство теперь слагает полномочия перед вновь избранным Мажилисом Парламента (ранее перед вновь избранным Президентом, статья 70).
Раздел VI (Конституционный совет). Конституционный совет теперь также рассматривает обращения Президента (ранее только обращения судов согласно Конституции, статья 72).
Раздел VIII (Суды и правосудие). Требования, предъявляемые к судьям теперь определяются конституционным законом (ранее конституцией, статья 79). Верховный суд теперь рассматривает судебные дела отнесенные к его подсудности (ранее Верховный суд вёл надзор за деятельностью судов, статья 81). Высший надзор Прокуратурой за соблюдением законности на территории Республики была ограничена «установленными законами пределах и формах».
Раздел VIII (Местное государственное управление и самоуправление). Полномочия маслихата по прежнему прекращаются досрочно Президентом, но после консультаций с Премьер-Министром и председателями Палат Парламента (статья 86).
Раздел IX (Заключительные и переходные положения). Изменена статья 91 путем внесения в нее ссылку на Основателя независимого Казахстана, Первого Президента Республики Казахстан — Елбасы, а также заложенного им основополагающих принципов деятельности Республики, независимость, унитарность, территориальную целостность и форму правления.
Изменения и дополнения 2019 года
Согласно изменениям к Конституции от 23 марта 2019 года, столицей Республики Казахстан является город Нур-Султан (прежде Астана).

### Изменения 2022 года
Президент Касым-Жомарт Токаев 5 мая огласил проведение референдума по поправкам к Конституции. По словам президента, цель поправок — переход к «новой государственной модели, новому формату взаимодействия государства и общества», и переход «от суперпрезидентской формы правления к президентской республике с влиятельным парламентом и подотчётным правительством». Рабочая группа подготовила поправки к 33 статьям. Референдум состоялся 5 июня 2022 года с положительным результатом в 77 %. В частности Конституционный совет был преобразован в Конституционный суд. Мажилис Парламента стал избираться по смешанной избирательной системе, в Мажилисе упразднена квота от Ассамблеи народа Казахстана, в Сенате Парламента сократили депутатскую квоту, выдвигаемой Президентом. Также убраны статьи о первом президенте Казахстана Нурсултане Назарбаеве.
17 сентября 2022 года президент Касым-Жомарт Токаев подписал указ об обратном переименовании столицы Казахстана из Нур-Султана в Астану.

## Текст Конституции
- Конституция Республики Казахстан: проблемы реализации потенциала
- К вопросу о толковании Конституции РК